# Orientierungszelle
Orientierungszellen sind spezialisierte Neuronen im Gehirn, die die Basis für räumliche Orientierung bilden. Sie sind in beiden Hemisphären im erweiterten Hippocampus lokalisiert. Das Orientierungsvermögen ergibt sich aus dem Zusammenspiel von Ortszellen (place cells), Kopfrichtungszellen (head direction cells), Gitterzellen (grid cells) und Grenzzellen (boundary cells). Orientierungszellen wurden vor allem am Modellorganismus Ratte erforscht, daneben sind Forschungen an Mäusen bedeutsam. Andere Wirbeltiere, einschließlich des Menschen, sind schlechter erforscht, bisherige Ergebnisse deuten aber an, dass die entsprechenden Einheiten bei ihm vermutlich ähnlich organisiert sein werden.
Für ihre Forschungen an Orientierungszellen erhielten John O’Keefe, May-Britt Moser und Edvard Moser im Jahr 2014 gemeinsam den Nobelpreis für Physiologie oder Medizin.

## Grundlagen
Als Basis für die räumliche Orientierung existieren im Gehirn zwei verschiedene Systeme. Das erste bestimmt Orts- und Lagebeziehungen relativ zum eigenen Körper oder bestimmten Körperteilen. Das zweite dient als Korrelat für den Ort oder die Richtung bezogen direkt auf den äußeren Raum. Dieser Bezug auf einen äußeren Orientierungsrahmen wird allozentrisch genannt. Er ermöglicht dem Individuum, eine kognitive Karte seiner Umgebung anzulegen, wodurch Orte, Routen und die mit ihnen verbundenen Eigenschaften und ggf. Gefahren effektiv auf Dauer erinnert werden können.

## Anatomie
Das allozentrische Orientierungssystem ist innerhalb des Gehirns im erweiterten Hippocampus lokalisiert. Dazu zählen vor allem die drei Felder des Gyrus dentatus, weiterhin das sog. Ammonshorn (Cornu ammonis) und das Subiculum (mit Prä- und Parasubiculum) innerhalb des Hippocampus und angrenzende Teile des entorhinalen Cortex. Innerhalb dieser Strukturen ist es an spezialisierte Nervenzellen (Neuronen) gebunden. In der internen Verarbeitung existieren dann schleifenartige Schaltkreise zwischen verschiedenen Pyramidenzellen im Inneren der Struktur. Diese ermöglichen es, auch bei unvollständigem Input, etwa von den Sinneszellen her, eine gesamte zugehörige Struktur zu aktivieren. Die Orientierungsleistung ist vor allem an bestimmte Typen von Neuronen gebunden; diese wurden durch Ableitung von Potenzialen von einzelnen Nervenzellen durch Messelektroden mit einer haarfeinen Glaskapillare als Spitze erforscht.

## Zelltypen

### Ortszellen

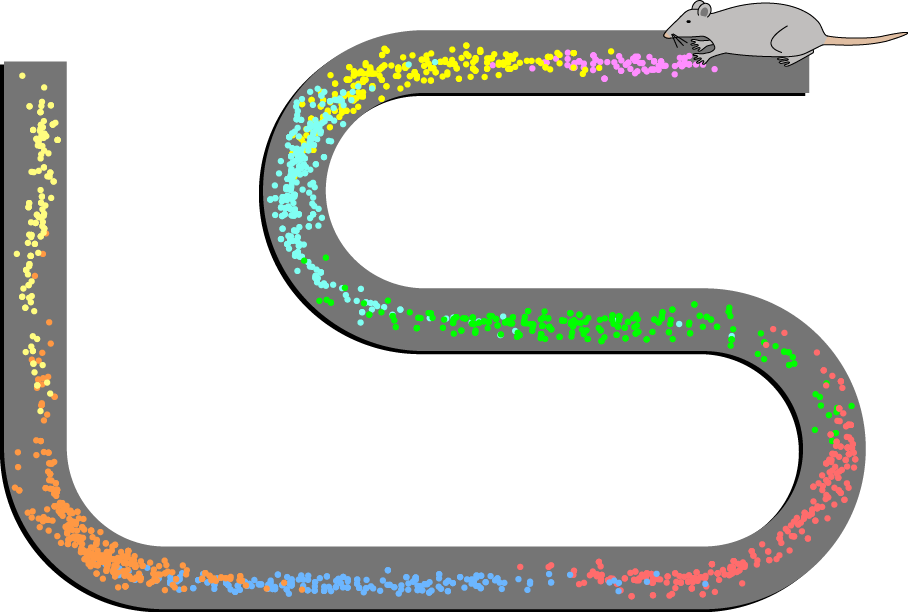
In verschiedenen Farben kodiert sind Bereiche innerhalb eines Labyrinths, an denen jeweils eine bestimmte diesem Ort zugeordnete Ortszelle, im Feld CA1 des Ammonshorns einer Laborratte, feuert. Die einzelnen farbigen Felder bilden zusammen eine mentale Karte des Labyrinths

Die Ortszellen als grundlegende Basis der kognitiven Karten wurden zuerst, bereits Anfang der 1970er Jahre, entdeckt. Sie befinden sich im eigentlichen Hippocampus und im Gyrus dentatus. Ortszellen feuern normalerweise mit einer konstanten, niedrigen Rate. Bewegt sich das Versuchstier in einen bestimmten räumlichen Bereich hinein, zum Beispiel einen bestimmten Abschnitt eines dem Tier bereits bekannten Versuchs-Labyrinths, steigt die Frequenz deutlich an. Dabei ist jeder dem Versuchstier bekannte räumliche Bereich mit einer spezifischen Ortszelle verknüpft. Wandert das Versuchstier durch das Labyrinth, werden so nacheinander die zugehörigen Ortszellen erregt; in ihrem Zusammenspiel bilden sie eine mentale Landkarte. Ortszellen sind untereinander nicht homogen und erhalten ihre Ortsinformation auf zum Teil völlig unterschiedlichen Wegen; neben Landmarken spielen erinnerte Pfade und Grenzen eine Rolle, wobei die Zuordnung beim Entfernen einzelner Landmarken oft bemerkenswert stabil bleibt. Ortszellen sind aktiv unabhängig von bestimmten Kontexten und Tätigkeiten, im offenen Raum spielt auch die Bewegungsrichtung oder Kopf- bzw. Körperhaltung keine Rolle. Sie reagieren aber manchmal sensibel auf Änderung von Sinnesreizen wie Geruch oder Farbe. Ortszellen werden beim Besuchen neuer Orte äußerst schnell auf diese geprägt, sie ermöglichen ein stabiles Erinnern beim nächsten Besuch desselben Ortes. Durch Lernen kann ihre Information später langsamer verändert und angepasst werden.

### Kopfrichtungszellen
Die erst Anfang der 1990er Jahre entdeckten Kopfrichtungszellen feuern unabhängig vom jeweiligen Ort. Jede Kopfrichtungszelle reagiert spezifisch auf eine bestimmte Orientierung des Kopfes, so dass sich mit allen zusammen um diesen herum ein Richtungsfeld wie eine Kompassrose ausmachen lässt. Der Input der Kopfrichtungszellen scheint für das Erlernen der Ortsinformationen der Ortszellen ganz wesentlich zu sein. Kopfrichtungszellen wurden nicht nur im erweiterten Hippocampus, sondern teilweise auch in anderen Strukturen der Hirnrinde nachgewiesen.

### Gitterzellen

Gitterzellen zerlegen die Umgebung in ein regelmäßiges Dreiecksgitter aus Feldern, die jeweils einer Zelle zugeordnet sind

Als weiterer Typ von Ortszellen wurden 2005 die Gitterzellen entdeckt. Sie befinden sich überwiegend im medianen entorhinalen Cortex, also außerhalb des Hippocampus im engeren Sinne. Gitterzellen verarbeiten Ortsinformationen, indem sie bestimmte Orte in einem gitterförmigen Raster aus dreieckigen Feldern abbilden, das kachelartig die Umgebung abdeckt. Dieses Raster wird an einem bestimmten Platz, zum Beispiel durch eine Landmarke, verankert. Anders als Ortszellen, hat jede Gitterzelle also ein zugehöriges Feld, das eine bestimmte Stelle in einem Raum um einen Ort herum kennzeichnet, sie feuert also, orientierungsabhängig, an zahlreichen verschiedenen räumlichen Orten. Das Feld ist zudem abhängig vom Maßstab (der die Größe des einzelnen Kacheln steuert), von der Orientierung, d. h. der Richtung des Gitters. Verschiedenmaßstäbliche Gitter, für große und kleine Raumausschnitte, und solche mit verschiedener Orientierung können dabei überlappen. Der Input der Gitterfelder scheint für die Ausbildung von spezifischen Ortszellen nicht unbedingt notwendig zu sein, da deren Funktion auch bei Ausfall von diesen erhalten bleibt. Möglicherweise bilden sie eher einen mobilen Orientierungsrahmen für die Planung von Wegen und Bewegungen.

### Grenzzellen
Die Art, in der Ortszellen Lageinformationen aufnehmen und verarbeiten, führte zu der Hypothese, dass es besondere Zellen geben muss, die die Lage eines Orts in Bezug auf Grenzen, also für Bewegungen unüberwindliche Barrieren, repräsentieren. Solche Grenzen sind, etwa im Labyrinth, sowohl dessen Wände wie auch die Kanten von Abstürzen nach unten. Solche Zellen, Grenzzellen genannt, wurden sehr bald nach den Gitterzellen dann auch im Subiculum des (erweiterten) Hippocampus entdeckt. Soweit bekannt, feuern Grenzzellen vor allem im direkten Nahfeld solcher Grenzen, bilden also nicht eine erweiterte Raumeinheit mit diesen als Bezug ab. Inzwischen wurden auch „inverse“ Grenzzellen entdeckt, die an allen Orten feuern, die nicht nahe zu einer solchen Grenze liegen.

### Andere Zelltypen
Die Orientierungsleistung eines Organismus beruht auf der Integration der Informationen, die die jeweiligen Orientierungszellen bereitstellen. Für das Erinnern von Räumen kommt dabei den Ortszellen eine Schlüsselfunktion zu. Die tatsächlich im Hippocampus vorhandenen Zellen sind allerdings nicht alle lehrbuchartig einem der Typen zuzuordnen; zahlreiche Zellen zeigen gemischte Eigenschaften, zum Beispiel Ortszellen, die außerdem auch für Richtungsinformationen empfindlich sind. Andere Zellen sind sensitiv für zeitliche Informationen, etwa Stellen im Labyrinth, die nur mit Verzögerung passiert werden können.